# باول والتر
باول والتر (28 مايو 1994 في المملكة المتحدة - ) (بالإنجليزية: Paul Walter)‏ هو لاعب كريكت بريطاني. لعب مع نادي مقاطعة ساسكس للكريكت ‏.

## وصلات خارجية
- باول والتر على موقع إي آس بي آن كريك إنفو (الإنجليزية)